# George Temperley
George Temperley (Newcastle upon Tyne, Inglaterra, Reino Unido, 10 de octubre de 1823 - Buenos Aires, Argentina, 25 de junio de 1900), también conocido como Jorge Temperley, fue un hacendado y empresario anglo-argentino, fundador de la localidad argentina de Temperley.

## Biografía
Nació en la ciudad de Newcastle, ubicada en el noreste de Inglaterra, el 10 de octubre de 1823. En 1838, emigró a Argentina, donde inicialmente trabajó en un almacén de ramos generales. Para 1847, ya se dedicaba a la exportación de lanas y frutos y a la importación de prendas de indumentaria. 
Se casó el 17 de febrero de 1846 con la también británica Charlotte Knight en la Catedral Anglicana de San Juan Bautista, y en segundas nupcias en 1851 con Carolyn Knight, hermana de su primera esposa, por rito católico en la Iglesia de San Pedro Telmo. La ceremonia de su segundo enlace fue oficializada por Anthony Dominic Fahy, en ese entonces capellán general de los irlandeses en Argentina.
Durante sus primeros años en el Río de la Plata, se convirtió en propietario de un negocio de fundición de metales, uno de los mayores establecimientos de Buenos Aires en su tiempo. En 1866, fue, junto con su compatriota Richard Black Newton, uno de los socios fundadores de la Sociedad Rural Argentina. En 1872, ayudó con la construcción de la Iglesia Anglicana de la Santísima Trinidad, ubicada en Lomas de Zamora.
El 1 de febrero de 1893, se fundó formalmente la ciudad que actualmente lleva su nombre, que es una de las más importantes del sur del Gran Buenos Aires. Las tierras donde se erigiría inicialmente la ciudad, un predio de 51 ha limitado por las actuales calles Almirante Brown, Dorrego, Juncal-Lavalle y Perón, le habían sido compradas por Temperley a los hermanos Marenco. En 1870, loteó estas tierras teniendo en mente la constitución de una nueva localidad. Como incentivo, aseguró que donaría ladrillos a los compradores y que construiría una estación ferroviaria, que finalmente inauguraría en 1871. En 1877, el presidente Nicolás Avellaneda compró lotes que originalmente fueron parte del centro de la finca.
Falleció en Buenos Aires el 25 de junio de 1900. Sus restos se encuentran sepultados en el Cementerio de la Recoleta.